# حارة الشعلة (المعلا)
حارة الشعلة هي إحدى حارات حي الطبقة العاملة الواقع بمديرية المعلا التابعة لمحافظة عدن، بلغ تعداد سكانها 1837 نسمة حسب تعداد اليمن لعام 2004.